# Makoto Watanabe
Makoto Watanabe (japanisch 渡辺 誠 Watanabe Makoto; * 25. September 1980 in der Präfektur Shizuoka) ist ein ehemaliger japanischer Fußballspieler.

## Karriere
Watanabe erlernte das Fußballspielen in der Schulmannschaft der Shizuoka Gakuen High School und der Universitätsmannschaft der Kokushikan-Universität. Seinen ersten Vertrag unterschrieb er 2003 bei den Ventforet Kofu. Der Verein spielte in der zweithöchsten Liga des Landes, der J2 League. Für den Verein absolvierte er drei Ligaspiele. 2005 wechselte er zum Drittligisten ALO's Hokuriku (heute: Kataller Toyama). Am Ende der Saison 2008 stieg der Verein in die J2 League auf. Für den Verein absolvierte er 159 Ligaspiele. Ende 2010 beendete er seine Karriere als Fußballspieler.